# Megdżiddżanrajseg süm
Świątynia Megdżida Dżanrajsega (mon. Мэгжид Жанрайсигийн сүм) – świątynia buddyjska położona na terenie klasztoru Gandan w Ułan Bator, stolicy Mongolii.
Zbudowana w latach 1911–1913 w stylu tybetańsko-chińskim, mieściła w swym wnętrzu 26,5-metrowej wysokości posąg Awalokiteśwary, zniszczony w końcu lat trzydziestych XX wieku, zrekonstruowany w 1996 roku.